# La Puerta (Baja California)
Colonia La Puerta o "La Puerta", es una localidad mexicana, del municipio de Mexicali, Baja California, enclavada en la delegación Venustiano Carranza perteneciente a la zona del Valle de Mexicali. Según el censo del 2020 realizado por el INEGI, la población descendía a 672 habitantes, se ubica en las coordenadas 32°19'41.8" latitud norte y 115°19'51.7" longitud Oeste. La Carretera Federal 5 recorre el centro del poblado, esta es una de las principales vialidades del municipio ya que entronca al Sur hacia San Felipe (158 km) que es las principales localidades y al Norte comunica con Mexicali (31 km), el cual, es la capital del estado de Baja California y la cabecera del municipio del mismo nombre.

## Terremoto de 2010
El 4 de abril de 2010 se registró un sismo de 7.2 grados en la escala de Richter en el noroeste de México, afectando de manera particular la zona, de acuerdo a la Servicio Geológico de Estados Unidos, Colonia La Puerta fue una de las localidades más cercanas del epicentro y una de las más afectadas, y donde el sismo registró una intensidad de VIII en la escala de Mercalli.